# Садак
Сада́к (рос. Садак) — селище у складі Матвієвського району Оренбурзької області, Росія.

## Населення
Населення — 132 особи (2010; 209 у 2002).
Національний склад (станом на 2002 рік):
- росіяни — 54 %